# 청자 양각갈대기러기문 정병
청자 양각갈대기러기문 정병(靑磁 陽刻葦蘆文 淨甁)은 양각으로 갈대와 기러기를 새긴, 청자 정병이다. 병목 중간 마디에 직립해서 세워진 6각의 주구와 어깨에 부착된 주입구, 어깨에서 벌어졌다 좁아져 세워진 세련된 형태의 정병이다. 1963년 1월 21일 대한민국의 보물 제344호로 지정되었다.

## 개요
청자 양각갈대기러기문 정병(靑磁 陽刻葦蘆文 淨甁)은 고려 중기에 만들어진 청자 정병으로 높이 34.2cm, 아가리 지름 1.3cm, 밑지름 9.3cm이다.
몸통의 한 면에는 물가의 갈대와 그 밑에서 노닐고 있는 기러기 한 쌍을 새겼고, 다른 한 면에는 수양버들 아래서 쉬고 있는 원앙 한 쌍을 새겼다. 병 목의 중간에 있는 넓은 삿갓모양 마디의 윗면은 안쪽과 바깥쪽으로 나누어 안쪽에는 구름무늬를, 바깥쪽에는 덩굴무늬를 둘렀다.
병 목 중간 마디에 수직으로 물을 따르는 주구가 세워져 있는데, 6각으로 모서리를 깎아냈다. 굽다리는 밖으로 약간 퍼져서 안정된 자세를 보인다. 유약의 색깔은 맑은 담청색 계통이며, 대체로 유약의 조화가 고르다.
이 정병은 고려시대에 들어서 그 조형과 기교가 매우 세련되었던, 청동은입사포류수금문정병(국보 제92호) 양식을 청자 양각으로 재료를 바꾸어 시도한 작품이다. 따라서 청동 정병과 형태와 곡선에서 흡사하며, 장식무늬도 비슷하다.

## 주해
1. ↑  정병(淨甁)은 부처 앞에 깨끗한 물을 담아 바치는 물병이다. 원래 승려의 필수품인 18물(物)의 하나였다가 공양구로 바뀌었다.